# Palau de Pena

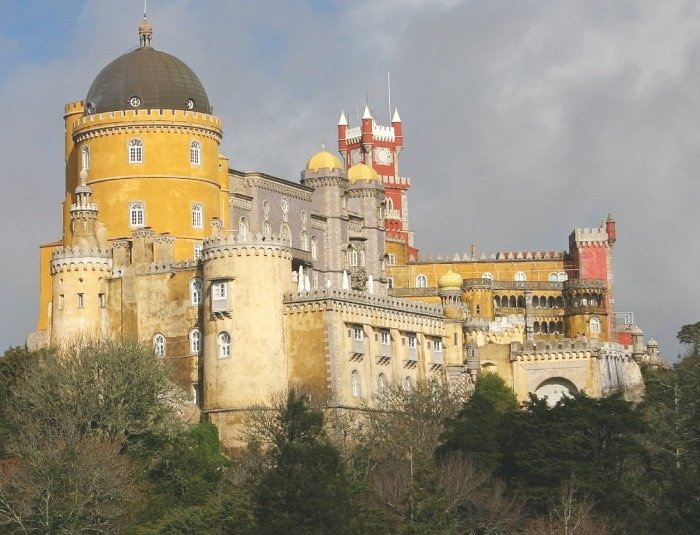
El palau de Pena

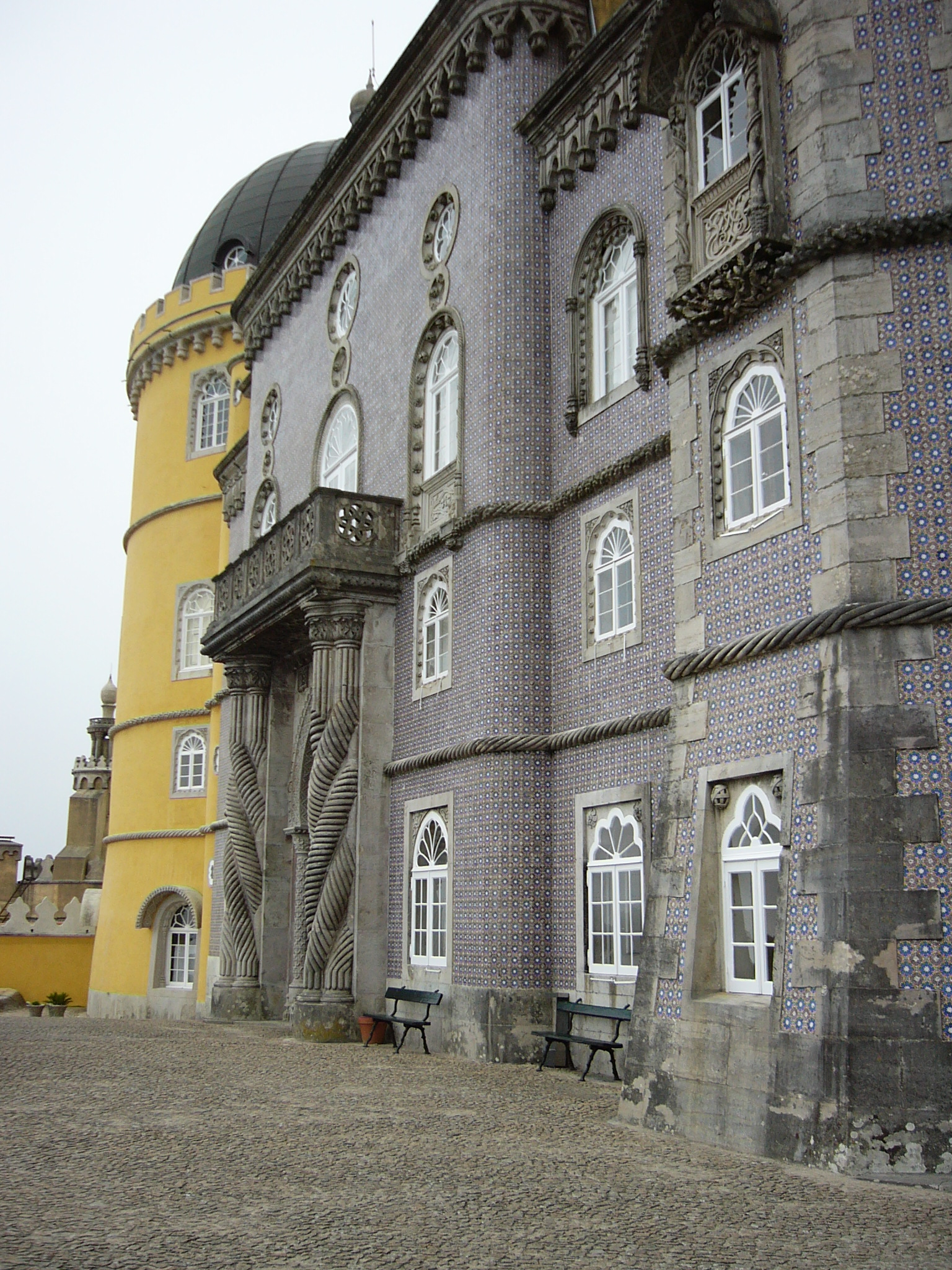
Entrada del palau

El Palau Nacional de Pena (en portuguès Palácio Nacional da Pena) fou una de les principals residències de la família reial portuguesa durant el segle xix i alhora constitueix una de les màximes expressions del romanticisme a Portugal.

## Història
Fou el príncep Ferran de Saxònia-Coburg Gotha, espòs de la reina Maria II de Portugal, qui manà la construcció del palau de Pena l'any 1836. El príncep, catòlic d'origen alemany, s'enamorà de la zona de Sintra en una excursió que realitzà junt amb la seva esposa. En aquesta excursió, la parella reial pogué contemplar les ruïnes d'un antic monestir devastat arran del terratrèmol de 1755. El monestir havia estat dels monjos jerònims i fou construït, originàriament, pel rei Joan II i transformat, de forma substancial, pel rei Manuel I, que, en compliment d'una promesa, ordenà la reconstrucció del monestir en honor de Nossa Senhora da Pena, la Mare de Déu de la Penya (Palácio da Pena vol dir precisament 'palau de la Penya', en referència a la seva situació sobre un turó escarpat), i el donà a l'orde de Sant Jeroni.
Amb el terratrèmol de 1755, la capital portuguesa i tota l'àrea que l'envolta quedà molt malmesa: dins aquesta àrea s'hi trobava la zona de Sintra i l'esmentat monestir. Aquestes ruïnes únicament conservaven intacta la capella amb un magnífic retaule d'alabastre atribuït a Nicolau de Chanterenne. Ferran de Saxònia adquirí el monestir l'any 1838 i, junt amb aquest, l'enorme propietat de la muntanya de Sintra, dins la qual hom hi trobava diverses vil·les o l'anomenat castell dels Moros (Castelo dos Mouros).
La reconstrucció fou lenta i costosa, i finalment esdevingué un recinte exuberant en el qual es poden contemplar diferents estils que van des del neogòtic fins al neoislàmic, passant pel neorenaixement i una visió pseudomanuelina que converteixen l'espai en un ambient clarament exòtic. A més a més, als vessants de la muntanya s'hi construí un magnífic parc anglès que, junt amb el palau, esdevingué una icona de l'arquitectura portuguesa.
Aviat s'adaptà el palau com a residència d'estiu de la família reial. Nombroses col·leccions reials es traslladaren al palau i alhora es crearen rics ornaments, que anaren des dels cèlebres estucs fins a parets pintades a l'oli. Per tot plegat, la UNESCO declarà Sintra com a Patrimoni de la Humanitat.